# タイム3
『TIME:3』（タイムスリー）は、フジテレビ系列局他で1988年4月4日から1993年9月30日にかけて生放送をされたフジテレビ発の月曜 - 金曜午後の情報番組である。

## 概要
メイン司会を女優が務め、ゲストトークなどで構成され、のんびりした雰囲気が漂っていた前番組『3時のあなた』に対し、本番組は基本的に社会情報や芸能情報だけを取扱い、司会も局アナにされるなど、速報性を重視した内容となり、スタジオコメンテーターが「ゲストキャスター」という名目でVTRのナレーションなどを読むコーナーもあった。
1989年まで、天皇賞・春が4月29日（当時の天皇誕生日）に固定されていたため、1988年は番組内でレースの模様を生中継した。
初回放送では、当時熱狂的な人気ぶりを見せていた光GENJIを特集した。
芸能情報中心だった裏番組の『3時にあいましょう』『スーパーワイド』（TBS）『午後は○○おもいッきりテレビ・うわさのうわさ』『芸能スクランブル!!』『スクランブル3』『キャッチ』（日本テレビ）とは違い、事件・政治・経済・社会問題を多く取り上げていた。1990年下半期から1991年2月頃までの湾岸戦争では専門家を交えて解説していた。
1993年10月1日には午後2時台に時間帯を移動し、放送時間を拡大した『タイムアングル』を開始した。司会の須田哲夫・笠井信輔は続投、大坪千夏（当時フジテレビアナウンサー）が新たに加入した。
1989年11月頃まで手書きのテロップを使用していたが、1989年12月頃からワープロのテロップを使用した（『おはよう!ナイスデイ』『生島ヒロシのおいしいフライパン』『THE WEEK』なども同様）。

## 出演者

### 司会

#### メイン司会
- 須田哲夫（当時フジテレビアナウンサー）

#### パートナー司会
- 1988年4月4日 - 1989年3月31日：笠井信輔[注釈 1]（当時フジテレビアナウンサー）、岩瀬惠子（当時フジテレビアナウンサー）
- 1989年4月3日 - 1993年9月30日：笠井信輔

#### 備考
- 須田は前番組の『3時のあなた』でも1982年3月30日までパートナー司会を務めていた。1982年4月1日から1987年3月31日まで『おはよう!ナイスデイ』の初代総合司会、1987年4月1日から1987年9月30日まで『FNNニュースレポート11:30』、1987年10月1日から1988年3月31日まで『FNNスピーク』のキャスターを務めていた。
- 初期はゲストキャスターがついていた[注釈 2]。須田&笠井の2人体制になった後は普通のゲストコメンテーター（テロップ上は「ゲスト」）扱いとなる。

### 芸能解説
- 前田忠明

### コメンテーター
- ピーコ
- おすぎ
- 花井愛子
- 林家こぶ平
- 山本コウタロー(日本テレビ『午後は○○おもいッきりテレビ』が2時間になった1988年10月以降）
- 中村メイコ
- 山村レイコ
- 楠田枝里子

他

### ナレーション
- 坪井章子
- 掛川裕彦
- 山口奈々
- 古川登志夫
- 森功至

他

## ネット状況

### ネット局
| 放送局                                   | 放送対象地域   | 系列                                         | 備考                                                                                |
| ---------------------------------------- | -------------- | -------------------------------------------- | ----------------------------------------------------------------------------------- |
| フジテレビジョン （CX） （基幹・制作局） | 関東広域圏     | フジテレビ系列                               |                                                                                     |
| 北海道文化放送 （UHB）                   | 北海道         | フジテレビ系列                               |                                                                                     |
| 青森放送 （RAB）                         | 青森県         | 日本テレビ系列 テレビ朝日系列                | 1991年9月30日まで                                                                   |
| 岩手放送 （IBC）                         | 岩手県         | TBS系列                                      | 現在：IBC岩手放送。1991年3月29日まで                                                |
| 岩手めんこいテレビ （mit）               | 岩手県         | フジテレビ系列                               | 1991年4月1日開局から                                                                |
| 仙台放送 （OX）                          | 宮城県         | フジテレビ系列                               |                                                                                     |
| 秋田テレビ （AKT）                       | 秋田県         | フジテレビ系列                               |                                                                                     |
| 山形テレビ （YTS）                       | 山形県         | フジテレビ系列                               | 1993年3月31日まで 1993年4月のテレビ朝日系列へのネットチェンジにより放送を終了した。 |
| 福島テレビ （FTV）                       | 福島県         | フジテレビ系列                               |                                                                                     |
| 新潟総合テレビ （NST）                   | 新潟県         | フジテレビ系列                               | 現在：NST新潟総合テレビ                                                             |
| 長野放送 （NBS）                         | 長野県         | フジテレビ系列                               |                                                                                     |
| 山梨放送 （YBS）                         | 山梨県         | 日本テレビ系列                               | 本番組を最後にネットを離脱。                                                        |
| テレビ静岡 （SUT）                       | 静岡県         | フジテレビ系列                               |                                                                                     |
| 富山テレビ放送 （T34）                   | 富山県         | フジテレビ系列                               | 現在：BBT                                                                           |
| 石川テレビ放送 （ITC）                   | 石川県         | フジテレビ系列                               |                                                                                     |
| 福井テレビジョン放送 （FTB）             | 福井県         | フジテレビ系列                               |                                                                                     |
| 東海テレビ放送 （THK）                   | 中京広域圏     | フジテレビ系列                               |                                                                                     |
| 関西テレビ放送 （KTV）                   | 近畿広域圏     | フジテレビ系列                               |                                                                                     |
| 山陰中央テレビジョン放送 （TSK）         | 島根県・鳥取県 | フジテレビ系列                               |                                                                                     |
| 岡山放送 （OHK）                         | 岡山県・香川県 | フジテレビ系列                               |                                                                                     |
| テレビ新広島 （TSS）                     | 広島県         | フジテレビ系列                               |                                                                                     |
| テレビ山口 （tys）                       | 山口県         | TBS系列                                      |                                                                                     |
| 四国放送 （JRT）                         | 徳島県         | 日本テレビ系列                               |                                                                                     |
| 愛媛放送 （EBC）                         | 愛媛県         | フジテレビ系列                               | 現在：テレビ愛媛                                                                    |
| 高知放送 （RKC）                         | 高知県         | 日本テレビ系列                               |                                                                                     |
| テレビ西日本 （TNC）                     | 福岡県         | フジテレビ系列                               |                                                                                     |
| サガテレビ （STS）                       | 佐賀県         | フジテレビ系列                               |                                                                                     |
| テレビ長崎 （KTN）                       | 長崎県         | フジテレビ系列                               | 1990年9月まで日本テレビ系列とのクロスネット局                                       |
| テレビ熊本 （TKU）                       | 熊本県         | フジテレビ系列                               | 1989年9月までテレビ朝日系列とのクロスネット局                                       |
| テレビ大分 （TOS）                       | 大分県         | 日本テレビ系列 フジテレビ系列 テレビ朝日系列 |                                                                                     |
| テレビ宮崎 （UMK）                       | 宮崎県         | 日本テレビ系列 フジテレビ系列 テレビ朝日系列 |                                                                                     |
| 鹿児島テレビ放送 (KTS)                   | 鹿児島県       | 日本テレビ系列 フジテレビ系列                |                                                                                     |
| 沖縄テレビ放送 （OTV）                   | 沖縄県         | フジテレビ系列                               |                                                                                     |

## 放送時間
- 月曜 - 金曜15:00 - 15:55（JST）

## 番組テーマ曲
- 初代：THE SQUARE（当時、現在：T-SQUARE）「DANS SA CHAMBRE」（1988年発表のアルバム『YES,NO.』に収録）
  - 提供クレジット時のBGMとしては末期まで一貫して使用された。
  - この曲はテレビ東京系『ビジネスマンNEWS』のオープニング直後（本編オープニング）にも使われていた。
- 2代目：岡村孝子「夢をあきらめないで」
- 3代目：原田知世「Tears of Joy」
- 4代目：CHAGE and ASKA「太陽と埃の中で」
- 5代目：チェッカーズ「Present for you」
- 6代目：DOME「女神達に逢える日」
- 荻野目洋子「Dance Beatは夜明けまで」
  - CM前のジングルとしてイントロの一部（開始当初はなかったが後に付け加えられた）がゆうゆ「涙にエクボ」（アルバム『こってるネ！』収録）のエンディング部分と共に編集されて使われていた。

## エピソード
- 1989年8月4日の放送は、天皇・皇后（後の上皇明仁・上皇后美智子）の「即位後初の記者会見」を本編内で放送したため、16:30まで拡大した（テレビ欄には『延長する場合あり』とあったが延長の有無は不明）[4]。
- 1991年6月28日の放送で、ビートルズ来日から翌日で25周年を迎えることを紹介した際、山本コウタローが来日当時の思い出を興奮気味に話していた途中でCMに入ってしまった。CM前ジングルが流れた途端、山本は思わず凍りついた。この模様は後に『FNS番組対抗NG名珍場面大賞』でも放送された。
- 中曽根康弘元総理大臣のリクルート事件に絡む証人喚問が行われた1989年5月25日の放送で、ゲストに中曽根派に所属する中尾栄一議員と政治広報センター社長で政治評論家の宮川隆義を番組に呼んだところ、生放送中に2人が怒鳴りあいの口論となった。中尾が宮川を「ごろつき評論家」と罵り、これを許せないとする視聴者から420本のクレームの電話が殺到し、一帯の電話が繋がりにくくなる事態になった[5]。
- この番組のスタジオセットで中日ニュース（東京新聞ニュース）の収録が行われ、関東独立UHF局（テレビ神奈川など）・富山テレビ・石川テレビ・福井テレビなどで放送されていたことがある。